# AB Hanner
AB Hanner ist eine in Litauen ansässige Akcinė bendrovė (AB; deutsch Aktiengesellschaft), die Immobilien plant, finanziert und baut. Hanner besitzt über 30 Tochterunternehmen in Litauen, Lettland, Rumänien, Russland und der Ukraine.
Vorstandsvorsitzender und einziger Aktionär der Hanner ist Arvydas Avulis.

## Tätigkeit
Der Konzern plante und baute unter anderen das Handels- und Geschäftszentrum Europa in Vilnius, das Einkaufszentrum Savas in Kaunas und die Švyturio Arena in Klaipėda. Der Europa-Bau wurde 2004 zu einem der 15 schönsten Hochhäuser der Welt gewählt und brachte der Firma 2004 den CEE Mixed Use Development of the Year 2004 Award ein. 2005 betrug das Vermögen von „Hanner“ 542 Mio. Litas (157 Mio. Euro). Von 2006 bis 2010 verwirklichte das  Unternehmen die Projekte im Wert von 868,86 Mio. Euro.
2006 erwirtschaftete Hanner einen Gewinn von 93 Mio. Litas (26,93 Mio. Euro), vor Steuern.